# Wilton Sampaio
Wilton Pereira Sampaio (Teresina de Goiás, 25 dicembre 1981) è un arbitro di calcio brasiliano.

## Carriera
Nel 2007 esordisce in Série A, dirigendo América-RN - Botafogo.
Nel 2013 viene inserito nella lista degli arbitri FIFA e l'8 giugno 2014 dirige il suo primo match da internazionale tra Trinidad e Tobago e Iran.
Nel 2012 viene eletto miglior arbitro del Campeonato Brasileiro Série A 2012.
Nel 2022 viene selezionato tra gli arbitri convocati per il campionato del mondo 2022. Nell'occasione dirige due incontri della fase a gironi, un ottavo di finale (Paesi Bassi-Stati Uniti) e un quarto di finale (Inghilterra-Francia).